# قائمة سفراء البرتغال لدى دولة فلسطين
سفير البرتغال لدى فلسطين هو ممثل دولة البرتغال الرسمي لدى دولة فلسطين. يقع مقر السفارة في مدينة رام الله. بدأت العلاقات بين البلدين عام 1999.

## قائمة السفراء
| الترتيب | رئيس البعثة الدبلوماسية            | تاريخ الاعتماد الدبلوماسي | تاريخ الانتهاء | رئيس البرتغال                              | رئيس دولة فلسطين      | ملاحظات                                                                                                 |
| ------- | ---------------------------------- | ------------------------- | -------------- | ------------------------------------------ | --------------------- | --- |
| 1       | أنطونيو خورخي جاكوب دي كارفالهو    | 18 أكتوبر 1999            | 1999           | خورخي سامبايو                              | ياسر عرفات            | يُعد أول ممثل برتغالي لدى السلطة الوطنية الفلسطينية                                                      |
| 2       | جورج غافرو                         | 10 يناير 2000             | 2000           | خورخي سامبايو                              | ياسر عرفات            | |
| 3       | جواكيم خوسيه فيريرا دا فونسيكا     | 19 أكتوبر 2000            | 10 فبراير 2005 | خورخي سامبايو                              | ياسر عرفات محمود عباس | |
| 4       | فيرا ماريا فرنانديز                | 16 مارس 2005              | 16 ديسمبر 2006 | خورخي سامبايو أنيبال كافاكو سيلفا          | محمود عباس            | في 18 يوليو 2005، أعادت تقديم أوراق اعتمادها إلى الرئيس الفلسطيني.                                      |
| 5       | خورخي رايدر توريس بيريرا           | 13 مارس 2007              | ديسمبر 2010    | أنيبال كافاكو سيلفا                        | محمود عباس            | |
| 6       | جورج دي مسكيتا                     | 22 ديسمبر 2010            | 3 سبتمبر 2014  | أنيبال كافاكو سيلفا                        | محمود عباس            | |
| 7       | بيدرو سوسا ابريو                   | 12 يناير 2015             | 31 أغسطس 2017  | أنيبال كافاكو سيلفا مارسيلو ريبيلو دي سوزا | محمود عباس            | |
| 8       | روي كارفاليو باسيرا                | 25 يناير 2018             | 4 ديسمبر 2018  | مارسيلو ريبيلو دي سوزا                     | محمود عباس            | |
| 9       | فرناندو ديمي دي بريتو              | 29 مارس 2019              | 2023           | مارسيلو ريبيلو دي سوزا                     | محمود عباس            | |
| 10      | فريدريكو سيرفيرا باياودو ناسيمينتو | 17 أبريل 2023             | 23 يونيو 2025  | مارسيلو ريبيلو دي سوزا                     | محمود عباس            | في 5 يونيو 2023، تقبل الرئيس الفلسطيني أوراق اعتماده.مُنح وسام الرئيس محمود عباس من درجة «نجمة الصداقة». |